# 柯倫 (密歇根州)
柯倫（英語：Curran）是位於美國密歇根州阿爾科納縣的一個非建制地區。

## 地理
柯倫所處的海拔為高於海平面281米（即922英呎），而該地所採用的時區為UTC-5，即北美东部時區（EST）。同時該地設有夏令時間，為UTC-5調快一小時，即UTC-4（EDT）。